# Antônio José Rondinelli Tobias
Antônio José Rondinelli Tobias, detto Rondinelli (São José do Rio Preto, 26 aprile 1955), è un allenatore di calcio ed ex calciatore brasiliano, di ruolo difensore.

## Caratteristiche tecniche
Giocava come difensore centrale. Il suo stile di gioco si basava principalmente sulla resistenza e sull'aggressività, venendo soprannominato Deus da Raça (Dio della determinazione).

## Carriera

### Club
Rondinelli debuttò nella prima squadra del Flamengo nel 1971, confermandosi come titolare nel 1976 e diventando uno degli idoli della tifoseria della squadra di Rio de Janeiro dopo la finale del Campionato Carioca 1978, quando segnò all'86mo minuto contro il Vasco da Gama con un potente colpo di testa.
Lasciato il Flamengo, giocò per Corinthians e Vasco da Gama, oltre a Atlético-PR, Goiânia e Goiás, con cui si ritirò nel 1987.

### Nazionale
Ha giocato tre partite per il Brasile, venendo incluso tra i convocati per la Copa América 1979.

## Palmarès

### Giocatore

#### Club

##### Competizioni statali
- Campionato Carioca: 5

Flamengo: 1974, 1978, 1979, 1979
- Taça Guanabara: 3

Flamengo: 1978, 1979, 1980

##### Competizioni nazionali
- Campionato brasiliano: 1

Flamengo: 1980

#### Individuale
- Bola de Prata: 1

1978